# خانقاه (مراغة)
خانقاه هي قرية في مقاطعة مراغة، إيران. عدد سكان هذه القرية هو 766 في سنة 2006.